# コハマ交通
株式会社コハマ交通（コハマこうつう）は、沖縄県八重山郡竹富町の小浜島で一般乗合旅客自動車運送事業（定期観光バス事業）を営む日本のバス事業者である。2007年（平成19年）3月までは一般路線バスの運行も行っていた。

## 沿革
小浜島では1985年（昭和60年）頃に自家用自動車有償運輸事業が始められた。同社は、1997年（平成9年）6月に、それまで個別に行われていた有償輸送を統合し、資本金3000万円で発足した。創業者である金城聖吉は、石垣-小浜間の定期船の船主として海運業を営み、海運会社数社が統合して八重山観光フェリーが誕生すると取締役、社長を務めたほか、小浜島でガソリンスタンド事業を営む等、運輸関連の事業に携わる一方、小浜糖業（現JAおきなわ小浜製糖工場）社長、竹富町商工会長、竹富町観光協会長を歴任していた。
同社の運行開始当初は赤字が続いたが、その後観光輸送の増加に伴い、1999年（平成11年）以降は黒字を計上するようになった。特に、2001年（平成13年）に小浜島が主要な舞台となったNHK朝の連続テレビ小説『ちゅらさん』が放送されてからは、観光客の利用者が増加した。
しかし、2006年度（平成18年度）には再び赤字に転落した。同社では赤字の理由について、貸切バスの競争激化を挙げており、年間250万円の赤字を生み出している路線バスについては、2007年（平成19年）3月31日限りで全廃となった。なお、同社では、周遊観光バスについては新たに運行ルートの設定を行うほか、観光客の利用が見込める場合は路線バスの運行再開も検討する、としていた。
2022年（令和4年）3月末時点では一般貸切旅客自動車運送事業（貸切バス事業）も行っていたが、2023年（令和5年）3月末時点では一般乗合旅客自動車運送事業（定期観光バス事業）のみとなっている。

## 事業内容
定期観光バス
- 島内観光ツアー（1日5便・所要1時間）[9][10]
運転士が観光ガイドも兼ねる。[要出典]

### かつての事業
定期路線バス - いずれも定期船の発着時刻にあわせて運行されていた。島民の利用者がほとんどであった。
- 小浜港 - はいむるぶし[要出典]
- 小浜港 - 細崎[要出典]

貸切バス

## 車両
2023年（令和5年）3月末時点で3台。路線バスではトヨタ・ハイエースが使用されていた。また、貸切バス事業では、2022年（令和4年）3月末時点で、大型車1台、中型車4台、小型車2台の計7台を使用していた。